# Мировая лига по хоккею на траве среди женщин 2016/17
Мировая лига по хоккею на траве среди женщин 2016/17 — 3-й розыгрыш турнира среди женских сборных команд. В турнире, проходившем под эгидой FIH, приняли участие 57 сборных. Турнир начался 9 апреля 2016 года в Сингапуре. Всего в рамках всех отборочных раундов соревнования прошли в 12 городах. Финальный раунд турнира прошёл с 18 по 26 ноября 2017 года в городе Окленд, Новая Зеландия. Турнир также был основным отборочным соревнованием для чемпионата мира 2018 года. По итогам полуфинального раунда 10 или 11 сборных квалифицируются на мировое первенство.

## Формат квалификации
Каждая национальная федерация, член FIH, получила возможность отправить свою сборную участвовать в турнире. Всего, начиная с первого отборочного раунда в соревнованиях примет участие 57 сборных.
Сборные, занимающие в рейтинге FIH места с 1-го по 11-е, получили автоматическую путёвку в полуфинал. Следующие восемь сборных, занимающие в рейтинге FIH места с 12-го по 20-е, получили автоматическую путёвку во второй раунд турнира:
| - Нидерланды (1) - Австралия (2) - Аргентина (3) - Новая Зеландия (4) - США (5) - Германия (6) - Китай (7) - Англия (8) - Республика Корея (9) - Япония (10) - ЮАР (11) | - Бельгия (12) - Индия (13) - Ирландия (14) - Испания (15) - Италия (16) - Шотландия (17) - Беларусь (18) - Азербайджан (19) - Канада (20) |

## Результаты

### Первый раунд
| Дата                         | Место проведения | Квота | Сборные, квалифицировавшиеся в следующий раунд |
| ---------------------------- | ---------------- | ----- | ---------------------------------------------- |
| 9 — 17 апреля 2016           | Сингапур         | 3     | Таиланд Казахстан Сингапур Гонконг             |
| 28 июня — 2 июля 2016        | Сува             | 1     | Фиджи                                          |
| 30 августа — 4 сентября 2016 | Прага            | 3     | Чехия Польша Украина                           |
| 9 — 11 сентября 2016         | Аккра            | 1     | Гана                                           |
| 13 — 18 сентября 2016        | Дуэ              | 3     | Россия Уэльс Франция                           |
| 27 сентября — 2 октября 2016 | Саламанка        | 2     | Мексика Тринидад и Тобаго                      |
| 30 сентября — 8 октября 2016 | Чиклайо          | 2     | Уругвай Чили                                   |
| Всего                        | Всего            | Всего | 15                                             |

### Второй раунд
| Дата                | Место проведения | Квота | Сборные, квалифицировавшиеся в следующий раунд |
| ------------------- | ---------------- | ----- | ---------------------------------------------- |
| 14 — 22 января 2017 | Куала-Лумпур     | 3     | Ирландия Малайзия Италия                       |
| 4 — 12 февраля 2017 | Валенсия         | 3     | Испания Польша Шотландия                       |
| 1 — 9 апреля 2017   | Ванкувер         | 2     | Индия Чили                                     |
| Всего               | Всего            | Всего | 8                                              |

### Полуфинал
| Дата                  | Место проведения | Квота | Сборные, квалифицировавшиеся в следующий раунд |
| --------------------- | ---------------- | ----- | ---------------------------------------------- |
| 21 июня — 2 июля 2017 | Брюссель         | 3     | Нидерланды Китай Республика Корея              |
| 8 — 23 июля 2017      | Йоханнесбург     | 4     | США Германия Англия Аргентина                  |
| Всего                 | Всего            | Всего | 7                                              |

### Финал
| Дата                | Место проведения | Победитель |
| ------------------- | ---------------- | ---------- |
| 17 — 26 ноября 2017 | Окленд           | Нидерланды |